# Serge Simonart
Serge Simonart (1960) is een Belgisch schrijver en journalist. Hij publiceert romans en non-fictie, schrijft voor het tijdschrift Humo en publiceerde in meer dan 200 kranten en tijdschriften in 30 landen, waaronder Playboy, Mojo, Q, Publico en Nieuwe Revu. 

## Biografie
Simonart werkt al sinds zijn zeventiende voor het blad Humo. Hij is vooral bekend geworden door zijn interviews met wereldberoemde popmuzikanten. Hij interviewde onder meer David Bowie, Morrissey, Lou Reed, Brian Wilson, Thom Yorke, Prince, Paul McCartney, Mick Jagger, Keith Richards, Nick Cave, Elvis Costello, Ray Davies, Michael Stipe, Joan Baez, John Cleese en 500 anderen. Zijn beste interviews werden gebundeld in de boeken Fuck off & andere citaten (1997) en Off the record (2007).
Hij wordt ook vaak ingezet als undercoverjournalist: hij is de uitvinder van de Onze Man-artikels, een unieke vorm van "embedded participating journalism", een mix van inlevingsvermogen, deelname en observaties.
Simonart fungeerde tevens een seizoen als jurylid bij de preselecties voor het Eurovisiesongfestival op de Belgische publieke omroep VRT. 
Vanaf 2007 tot 2008 had hij wekelijks een gesprek met Heidi Lenaerts in het radioprogramma De Goeiemiddagshow op Studio Brussel over zaken die hem interesseerden, ergerden of simpelweg opvielen.
Tussen 2006 en 2010 produceerde hij drie cd-boxen voor Radio Minerva.
In 2014 en 2015 maakte hij voor Klara het Charles Dickens Diner en de serie Venezia in 9 afleveringen. 
Hij publiceerde ook het fotoboek Venezia en een cd-box met Venetiaanse klassieke muziek.
Van Venezia verscheen in november 2020 een internationale versie in het Engels.
In 2014 debuteerde Simonart als fictieauteur met de roman Een medaille van vlees en bloed (de kroniek van een vriendenkring). 
In 2015 volgde Machiavella (het geheime dagboek van een politica).
In 2016 verscheen Verlangen (twee jeugdgeliefden krijgen op latere leeftijd een herkansing).
In 2018 verscheen Klaproos (de memoires van een 116-jarige veteraan van de Eerste Wereldoorlog).
In december 2020 verscheen Scrooge en kleine Tim, zijn bewerking van Charles Dickens' A Christmas Carol.
In 2021 verscheen Het Leven, en hoe het te leiden, een non-fictie boek boordevol levensregels en tips voor een geslaagd leven. Deze titel kreeg op goodreads.com heel wat negatieve reviews. De auteur zou het goede leven blijkbaar gelijkstellen met het rijke leven. Bijvoorbeeld: als je in een rijhuis woont, ben je alvast niet geslaagd in het leven.
In 2022 verscheen de reisgids/fotoboek Londen.